# Agloe
Agloe je fiktivní místo v Delaware County v New Yorku, sloužící jako orientační bod kartografů, kteří vymysleli toto město jako past proti kopírování map.

## Historie
Ve 30. letech zakladatel General Drafting Company Otto G. Lindberg a jeho asistent Ernest Alpers přidělili každý anagram jejich iniciál na křižovatku polních cest v Catskill Mountains na adrese NY 206 a Beaver Kill Road severně od Roscoe v New Yorku. Město bylo navrženo jako past proti kopírování, aby bylo možné najít ty, kteří jejich mapy skutečně kopírují.
V 50. letech byl u křižovatky na mapě postaven obchod se smíšeným zbožím pod jménem Agloe General Store, jelikož toto jméno bylo v mapách Esso. Potom, co kartografové dostali jméno „města“ od správy Delaware County (New York), se Agloe objevilo na mapách Rand McNally. Když Esso hrozili žalobou na Rand McNaly pro předpokládané kopírování mapy, které tato „past“ odhalila, dopis zdůraznil, že Agloe se nyní stalo skutečným místem a proto nebylo možné učinit žádné porušení.
Agloe se dále objevovalo na mapách i v 90. letech. Nyní je město z map odstraněno, ale je možné ho najít v mapách Google. Agentura United States Geological Survey v únoru roku 2014 přidala Agloe do Informačního systému geografických názvů.

## Zajímavosti
Agloe je ztvárněno v románu Papírová města od Johna Greena a také ve filmové podobě. Během děje ve filmu a knížce jedna z hlavních postav, Margo Roth Spiegelmanová, uteče z domova a nechává stopy svému kamarádovi Quentinovi, aby přišel a našel ji. On pak zjistí, že Margo se skrývá právě v jednom z nejznámějších papírových měst v USA. Název knížky je založen na několika papírových městech, které Margo nachází, zatímco utíká pryč.